# فريدة خلفة
فريدة خلفة (ولدت في 23 مايو 1960) هي مخرجة أفلام وثائقية فرنسية وعارضة أزياء سابقة.

## النشأة
ولدت خلفة، وهي واحدة من ثمانية أطفال، في ليون لأبوين مهاجرين جزائريين. هربت من عائلتها المتشددة عندما كانت في الخامسة عشرة من عمرها، وانضمت إلى أختها في باريس. هناك أصبحت صديقة لكريستيان لوبوتان، الذي أعطاها مكانًا للإقامة.

## حياة مهنية
أثناء عملها في أحد الملاهي الليلية، اكتشفها المصور جان بول جودي. كان جان أول من جعلها عارضة أزياء ثم قدمها لاحقًا للمصمم عز الدين علية. في عام 2013، عينت سفيرةً للعلامة التجارية سكياباريلي. انفصلت خلفة عن العلامة التجارية في عام 2017، مشيرةً إلى حاجتها للتركيز على مشاريعها الخاصة، بما في ذلك صناعة الأفلام. ومع ذلك، استمرت خلفة في التعاون مع العلامة التجارية، حيث ظهرت بشكل ملحوظ على منصة عرض أزياء سكياباريلي لمجموعة الهوت كوتور لربيع/صيف 2020 في عام 2019.

## الحياة الشخصية

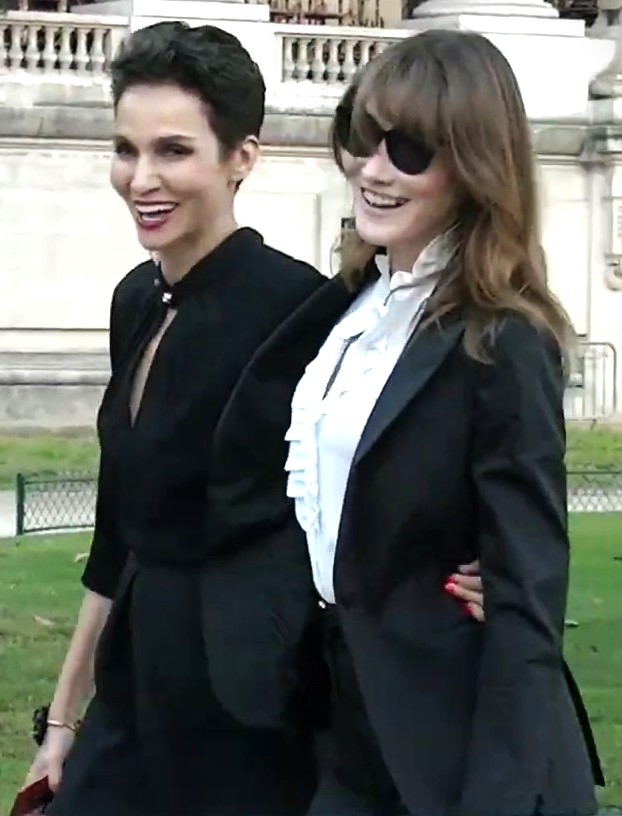
فريدة وكارلا بروني ساركوزي في عام 2019

في سن العشرين، كانت على علاقة عاطفية مع المصور جان بول جود. تزوجت من هنري سيدو في عام 2012. كان الزوجان معًا منذ عام 1989 وكان لديهما ولدان، إسماعيل سيدو وعمر سيدو. وهي زوجة أب لمصممة الأزياء كاميل سيدو والممثلة ليا سيدو، أبناء زوجها من زواجه الأول من فاليري شلومبرجر. وهي صديقة عارضة الأزياء السابقة كارلا بروني وكانت شاهدة على حفل زفافها على الرئيس الفرنسي نيكولا ساركوزي في عام 2008.